# Estación Central de Ámsterdam
La Estación Central de Ámsterdam (en neerlandés: Station Amsterdam Centraal pronunciación en neerlandés: /staːˈʃɔn ɑmstərˈdɑm sɛnˈtraːl/) es la principal estación ferroviaria de Ámsterdam, capital de los Países Bajos. 
Construida entre 1881 y 1889, es obra del arquitecto Pierre Cuypers (autor del edificio del Rijksmuseum) y del ingeniero mecánico Dolf van Gendt. Actualmente es una de las principales estaciones ferroviarias en todo el país, con un flujo de más de 250 000 pasajeros al día. Junto a ella se encuentra una estación homónima del metro de Ámsterdam además de diversas paradas del sistema de tranvías de la ciudad.

## Galería

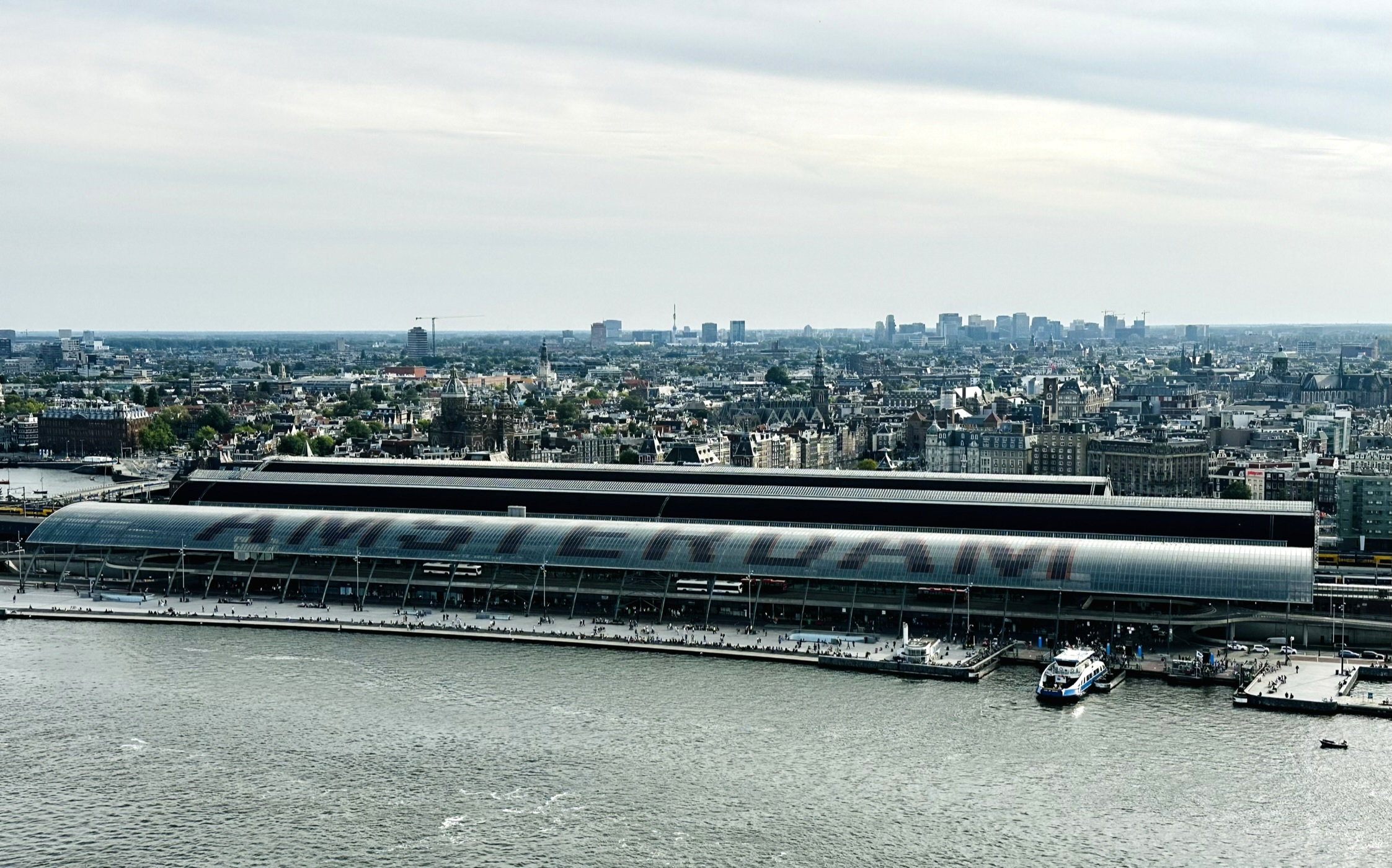
La estación vista desde la Torre A'DAM (originalmente la Torre Shell)
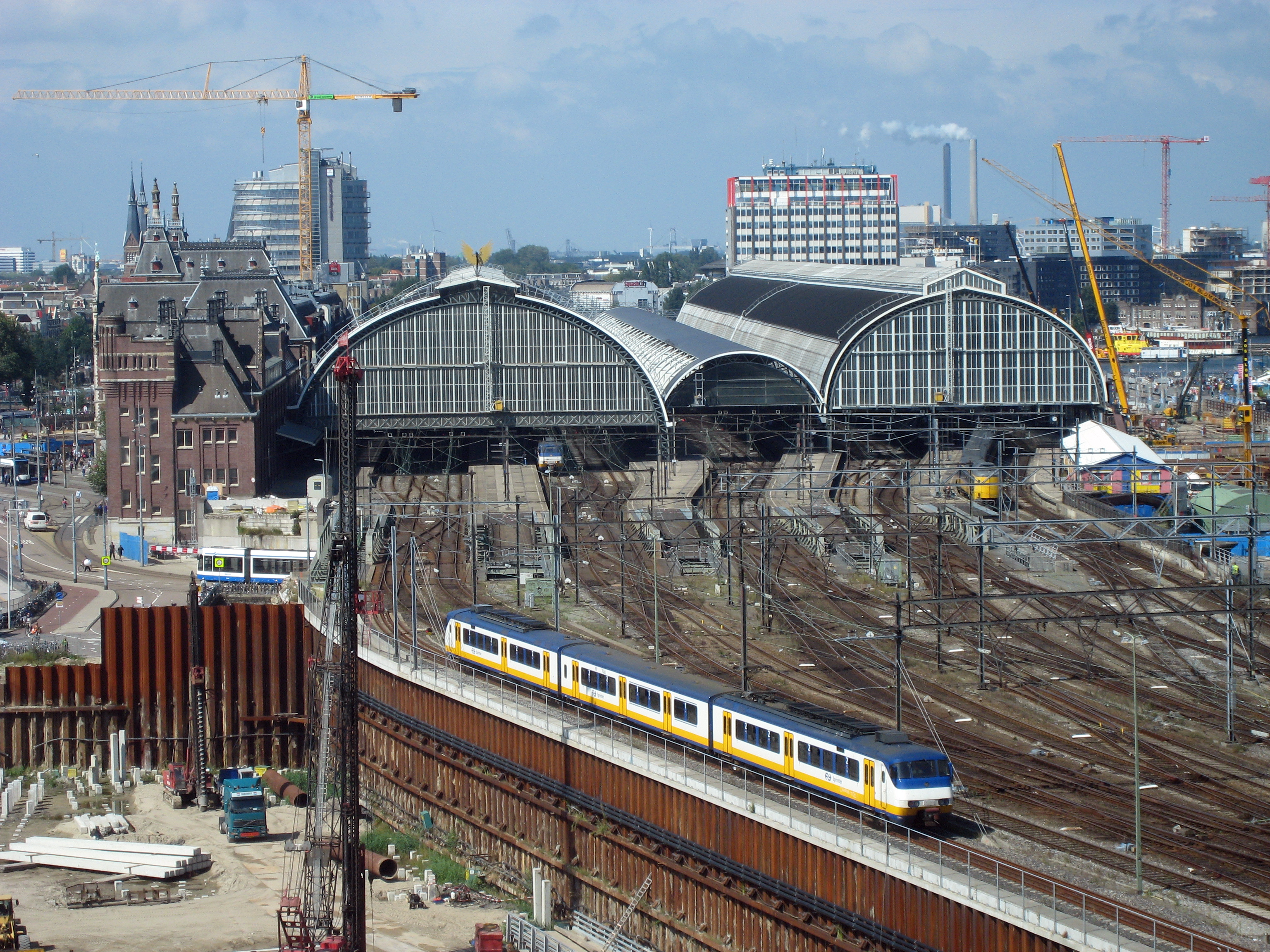
Estación central de Ámsterdam desde el lateral